# 東笠山
東笠山（ひがしかさやま）は、富山県富山市の熊野川源流部にある山。標高は1687m。越中の百山の一つ。穏やかな山頂には高層湿原に分類される草原が広がり、高山植物が多く自生する。

## 概要
隣の西笠山（1697m）とほぼ同じ高さで向かいあっているが、西笠山と比べると富山平野からは見えにくい。
東笠山は森林限界でないにもかかわらず山頂に長径200m、約3haの広大な草原が広がる。これは強い季節風による作用（風衝草原）と有峰層という地層が植物が生長しにくい強酸性土壌（ポドゾル）による作用によると考えられてる。なお、隣の西笠山にも一部草原が見られるものの、大半はハイマツ帯であり、東笠山とは植生が異なる。
草原である山頂は展望に優れ、360度山を見渡せる。
東笠山と西笠山の間はかつての有峰街道のルートであり、一部その跡が残っている。

## 生態
広大な山頂草原に、ニッコウキスゲ、ワタスゲ、モウセンゴケ、イワイチョウ、タテヤマリンドウ、チングルマなどの多様な高山植物が自生する。この植生は立山の弥陀ヶ原のものに似る。また、特異なのはヒメシャクナゲの群生が見られることで、この群生は弥陀ヶ原など近隣の湿原には見られない。
山の中腹の植生ははササが多いが、沢沿いにミズバショウが生えている。
山頂は有峰屈指のギフチョウ大群生地として知られている。
「原生林もしくはそれに近い自然林」かつ「特殊な立地に特有な植物群落」として、東笠山の湿性植物群落が富山県の特定植物群落に指定された。

### 主な高山植物
- 低木 - ハクサンシャクナゲ、ヒメシャクナゲ、ウスユキハナヒリノキなど。

- 高層湿原植物 - ミヤマイヌノハナヒゲ、モウセンゴケ、ワタミズゴケ、ウツクシミズゴケ、ミカヅキグサ、ヤマトキソウ、アサヒラン、ダケスゲ  、キンスゲ、ワタスゲ、エゾホソイなど。

- 中層湿原植物 - イワイチョウ、ナガモノワレモコワ、イワショウブ、タテヤマリンドウ、チングルマ、キンコウカ、ショウジョウスゲ、ショウジョウバカマ、ミツバオウレン、コイワカガミ、コバイケイソウ、ミヤマリンドウ、シラネニンジンなど。

- その他の植物 - ミズバショウ、ニッコウキスゲなど。

## 地質
山嶺部では安山岩類の普通輝石角閃石石英安山岩が貫入しており、山麓部は白亜紀の砂岩・頁岩の互層（和佐府互層）から成っている

## 登山
登山道はなく、有峰林道小口川線から延祐ダム湖（延祐貯水池）から沢を詰めて登ると約1時間半で山頂に至る。一部藪漕ぎが必要なものの、無雪期でも十分登ることが出来る。